# Gift of Screws
Gift of Screws is het vijfde solo-muziekalbum van Lindsey Buckingham, mede bekend door Fleetwood Mac. Het album keert qua muziek terug naar de succesvolste albums van die band Fleetwood Mac, Rumours en Tango in the Night. De muziek doet vooral aan die tijden denken door zijn specifiek getokkel op de gitaar. Op het album spelen op sommige tracks Fleetwood en McVie mee.Het album bevat muziek die of bedoeld was voor albums van Fleetwood Mac of voor eerdere soloalbums.

## Musici
- Lindsey Buckingham – zang en alle instrumenten behalve:
- Walfredo Reyes – slagwerk op (3) en (5)
- Mick Fleetwood – slagwerk op (4) en (8)
- John McVie – basgitaar op (4) en (8)
- John Pierce – basgitaar op (7)

## Composities
Allen door Buckingham, zelf behalve waar aangegeven:
1. Great Day (Lindsey en Will Buckingham (zoon))(3:15)
2. Time precious time (4:27)
3. Did you miss me (Lindsey en Kristen Buckingham (vrouw))(3:58)
4. Wait for you (5:02)
5. Love runs deeper (Lindsey en Kristen) (3:58)
6. Bel Air rain (3:52)
7. The right place to be (4:05)
8. Gift of screws (2:56)
9. Underground (3:02)
10. Treason (4:28)

Wait for you en Gift of screws zijn geproduceerd door Buckingham en Rob Cavallo.